# Vitrinella kaykayae
Vitrinella kaykayae is een slakkensoort uit de familie van de Tornidae. De wetenschappelijke naam van de soort is voor het eerst geldig gepubliceerd in 2004 door Rolán & Sellanes.